# Sachiko M.
Sachiko M. (* 1973 als Sachiko Matsubara 松原 幸子) ist eine japanische Musikerin und Klangkünstlerin.

## Leben
Sachiko M., die zunächst in einem Theater tätig war, wurde 1994 durch Yoshihide Otomo entdeckt, der sie als Mitglied für die Band Ground Zero warb. Dort arbeitete sie hauptsächlich mit der Samplingtechnik; sie war an allen Alben der Band bis zu deren Auflösung 1998 beteiligt. Danach arbeitete sie in den Gruppen Filament und I.S.O. weiter mit Yoshihide Otomo, veröffentlichte aber seit 1999 auch Soloalben, in denen sie sich deutlich auf Elektronische Musik konzentrierte. Später wirkte sie im Duo mit Ami Yoshida als Cosmos; mit Michiyo Yagi gehörte sie zu der Avant-Pop-Band Hoahio. Auch arbeitete sie verstärkt mit europäischen Improvisationsmusikern wie Keith Rowe, Evan Parker, Steve Beresford, Günter Müller, aber auch mit David Sylvian, Jon Rose und Jim O’Rourke. Seit 2004 legte sie auch Klanginstallationen vor; seit 2010 ist sie auch als Fotografin tätig.
2003 wurde sie gemeinsam mit Ami Yoshida und Utah Kawasaki mit der Golden Nica des Prix Ars Electronica in der Kategorie digitale Musik ausgezeichnet.

## Diskographische Hinweise
- Filament 1 (1998 mit Otomo Yoshihide)
- Un (1998 mit Toshimaru Nakamura)
- Four Focuses (1999 mit Martin Tétreault, Yasuhiro Otani und Otomo Yoshihide)
- Filament 2 (Secret Recordings 2) (1999 mit Günter Müller und Otomo Yoshihide)
- Sine Wave Solo (1999)
- Do (2001 mit Toshimaru Nakamura)
- Absinth (2002, mit Werner Dafeldecker, Franz Hautzinger, John Tilbury)
- Artefact (2002 mit Philip Samartzis)
- 1:2 (2003)
- Sachiko M / Otomo Yoshihide / Toshimaru Nakamura Good Morning Good Night (2004)[4]
- Manafon (2009 mit David Sylvian)
- Allurements of the Ellipsoid (2010, mit Axel Dörner, Martin Brandlmayr)